# Franjo Vujkov
Franjo Vujkov je hrvatski političar iz Subotice, autonomna pokrajina Vojvodina, Srbija. Dopredsjednik je Demokratskog saveza Hrvata u Vojvodini (svibanj 2005.).

## Životopis
Franjo Vujkov sin je hrvatskog književnika iz Bačke Balinta Vujkova. Diplomirao je pravo. Još kao student je bio društveno i kulturno aktivan u subotičkim društvima. Višegodišnji je aktivni sudionik Komornog zbora "Pro musica" i HKC Bunjevačko kolo.
Danas radi kao odvjetnik, a prije je radio i kao sudac u Subotici na općinskom, trgovačkom i okružnom sudu. Jedno vrijeme je bio općinskim tajnikom u Subotici.
Otkad se uvelo višestranačje početkom 1990-ih, Franjo Vujkov aktivan je u subotičkom političkom životu. 
Bio je predsjednikom Inicijativnog odbora za osnivanje Hrvatskog narodnog saveza.
Na parlamentarnim izborima u Hrvatskoj 2003. godine bio je drugim kandidatom na HSS-ovoj listi u 11. izbornoj jedinici, jedinici za dijasporu. Izborno obećanje bilo mu je da će uspije li ući u Sabor, zauzimati se za omogućivanje jeftinijega dobivanja potrebnih dopuštenja vojvođanskim Hrvatima, jer su Hrvati u Vojvodini najsiromašniji dio hrvatske dijaspore te su kao takvi imali velikih problema zbog skupih viza za Hrvatsku. Također prigovarao je što se za Hrvate u Vojvodini otvorilo samo birališta u Subotici i Beogradu (otvaranje birališta u Srijemskoj Mitrovici i Somboru nije uspjelo), što bi moglo rezultirati manjim odazivom tamošnjih Hrvata, kojih, iako po službenim brojkama oko 60.000, "mnogo i među onih 30.000 neopredijeljenih, jer se vojvođanski Mađari i Srbi nikad ne deklariraju kao neopredijeljeni", podsjetivši pritom kako je kod vojvođanskih Hrvata, posebice srijemskih, još prisutan strah.
Za cijelog razdoblja postojanja te stranke, od prosinca 1998. do veljače 2004. godine bio je njezinim predsjednikom. Kasnije je bio dio pregovaračkog sastava (Branko Horvat, Bela Ivković i Dujo Runje) koji je vodio pregovore o ujedinjenju s DSHV-om. Nakon ujedinjenja jednim je od dopredsjednika Demokratskog saveza Hrvata u Vojvodini.
2005. godine vijećnikom je u subotičkoj općinskoj skupštini.